# Mông Ngột Quốc
Mông Ngột Quốc (tiếng Mông Cổ: Хамаг монгол, phiên âm là Khamag Mongol, nghĩa là toàn Mông Cổ) là một khanlig của các bộ lạc Mông Cổ tồn tại ở cao nguyên Mông Cổ trong thế kỷ 12. Nó còn được cho là nhà nước tiền thân của Đế quốc Mông Cổ.
Sự tồn tại của quyền lực bộ lạc huyền bí nào đó ở trong truyền thuyết Mông Cổ như Khamag Mongol Uls được nhắc đến trong tài liệu về nhà Liêu (907 - 1125) ở Bắc Trung Quốc và đông Mông Cổ. Sau sự sụp đổ của triều đại này, Mông Ngột Quốc bắt đầu đóng một vai trò quan trọng trong cộng đồng người Mông Cổ. Họ đã chiếm được một trong những vùng đất màu mỡ nhất của quốc gia, vùng trũng của sông Onon, Kherlen và Tuul ở Núi Khentii. Thái Xích Ô (ký tự Cyril: Тайчууд) đã trở thành một trong ba bộ lạc nòng cốt trong các hãn Mông Ngột Quốc trong suốt thế kỷ 12. Những người của đất nước này sống ở phía nam của vùng Zabaykalsky Krai. Zabaykalsky Krai và Tỉnh Khentii của Mông Cổ đã trở thành những khu vực nòng cốt của Mông Ngột Quốc. Cư dân của Mông Ngột Quốc gồm 4 thị tộc chủ chốt là Khiyad, Taichuud, Jalairs và Jirukhen.
Vị hãn của Mông Ngột Quốc được nhắc đến trong lịch sử là Khabul Khan thuộc bộ tộc Borjigin. Khabul Khan đã ngăn chặn thành công sự xâm lược của Nhà Kim. Ông được kế nhiệm bởi Ambaghai, Khagaan của Taichiud. Ông này đã bị bắt bởi liên minh Tatar, trong khi lại cho con gái của ông làm đám cưới cho sự trị vì của liên minh này. Ambaghai đã rơi vào tay Nhà Kim, người đã xử tử tàn bạo vị hãn. Ambaghai được dược kế vị bởi Hotula Khan, con của Khabul Khan. Hotula Khan đã chiến đấu với người Tatar trong 13 cuộc chiến để trả thù cho cái chết của Ambaghai Khan.
Mông Ngột Quốc đã không thể chọn ra người kế vị sau cái chết của Hotula Khan. Tuy nhiên, cháu của Khabul là Dã Tốc Cai, vị tướng của bộ lạc Khiyad, là một lãnh đạo xuất chúng và có hiệu quả của quốc gia. Thiết Mộc Chân, hay sau này chính là Thành Cát Tư Hãn, đã được sinh ra trong gia đình của nhà lãnh đạo này với vai trò là con cả tại Delüün Boldog ở phía trên sông Onon vào năm 1162.
Khi chàng trai trẻ Thoát Lý mong muốn sự trợ giúp của Dã Tốc Cai, người lãnh đạo của Mông Ngột Quốc, để phế truất người anh trai đang lãnh đạo Khắc Liệt, người Mông Cổ đã đáp ứng và đánh bại người anh trai này và đưa Thoát Lý lên ngôi vào đầu thế kỷ 12.
Yesugei đã bị trúng độc bởi người Tatar vào năm 1170 vào sau đó không lâu thì ông qua đời. Mông Ngột Quốc bắt đầu quá trình tan rã sau sự ra đi của nhà lãnh đạo này vào năm 1171. Sự vô chính phủ và sự vắng bóng người nắm quyền lực cuối cùng kết thúc vào năm 1189 khi Thiết Mộc Chân trở thành vị hãn của quốc gia này. Chiến tranh đã nổ ra giữa các bộ lạc người Mông Cổ. Người bạn của Thiết Mộc Chân là Jamukha đã được thừa nhận là một Gur-Khan (vị hãn toàn năng) vào năm 1201. Nhưng sau đó ông bị đánh bại bởi liên minh Mông Ngột Quốc - Keraites.
Khi Thoát Lý từ chối liên minh với Mông Ngột Quốc, các cuộc chiến tranh của Thiết Mộc Chân với các thị tộc hủy hoại sự trị vì của Thoát Lý. Thiết Mộc Chân thống nhất tất cả các thị tộc trên cao nguyên Mông Cổ vào năm 1206 và trở thành Thành Cát Tư Hãn.